# Falco cuvierii
Il lodolaio africano (Falco cuvierii Smith, 1830) è un uccello falconiforme della famiglia dei Falconidi.

## Descrizione
Questo lodolaio è un piccolo membro della famiglia dei Falconidi, di circa 24–27 cm, con lunghe ali a forma di falce, più sottili di quelle del falco pellegrino, e con la coda relativamente corta, che nell'insieme gli conferiscono la sagoma di un rondone. Quando è posato, le ali oltrepassano di poco la lunghezza della coda. Il piumaggio del dorso è grigio ardesia, mentre quello del ventre è marroncino. È fornito anche di due «baffi» spioventi, costituiti da una larga striscia nera.

## Distribuzione e habitat
Specie stanziale, il lodolaio africano vive in Africa orientale, dall'Africa del sud all'Etiopia e in tutta la Liberia.

## Biologia
Il lodolaio africano cattura la preda al volo, invece di piombarle addosso come fanno le albanelle e i gheppi. Rincorre con grande agilità e rapidità i piccoli uccelli, come il falco pellegrino e lo smeriglio. Si precipita negli stormi di rondini e di storni a velocità incredibile afferrandone uno a caso senza scegliere o accanirsi su di uno in particolare. Le allodole e le rondini sono le prede preferite del lodolaio africano, che tuttavia riesce a catturare uccelli di dimensioni maggiori come i piccioni e le pernici.
Oltre che di uccelli, il lodolaio africano si nutre anche di numerosi insetti, che in verità costituiscono la parte principale della sua alimentazione. Gli insetti dal volo lento come i coleotteri vengono catturati facilmente, mentre quelli più veloci, ad esempio le libellule, richiedono un inseguimento più lungo: in entrambi i casi, però, sono mangiati in volo. Questa specie ha una particolare predilezione per le termiti volanti, ma cerca anche piccoli mammiferi come i toporagni, i topi e talvolta anche i pipistrelli. In rare occasioni si è visto un lodolaio africano depredare gheppi.

### Riproduzione
Il corteggiamento del lodolaio africano, che avviene in aria, è ancora più spettacolare di quello eseguito da altri rapaci del tipo delle albanelle. Uno stridulo kiu-kiu-kiu attira spesso l'attenzione su una coppia di lodolai nella fase di preparazione alla loro «danza» amorosa. I due si librano in aria contemporaneamente, innalzandosi con voli circolari fin quasi a scomparire alla vista, quindi si lanciano l'uno verso l'altro, volando in cerchio o a spirale e occasionalmente si capovolgono battendo le ali. Il momento culminante di queste dimostrazioni di perizia acrobatica è quando il maschio porge del cibo alla femmina. Anche le albanelle passano il cibo in volo alle compagne, ma il lodolaio esegue questa operazione ad una velocità maggiore. Scende in picchiata da una grande altezza, a tutta velocità, e, nel momento in cui passa accanto alla femmina, questa gli prende la preda.
Come per altri Falconidi, il lodolaio africano non si fa un nido proprio, ma occupa quelli vuoti di altre specie, spesso appiattendoli e rinnovando parte del loro rivestimento interno. I nidi più spesso usati sono quelli degli avvoltoi, dei colombi, degli sparvieri e degli scoiattoli. In genere vengono deposte tre uova, covate principalmente dalla femmina. Come per le albanelle la femmina, chiamata dal compagno, si allontana dal nido per prendere il cibo che il maschio le porge appollaiato su un ramo o in volo. Anche dopo la schiusa la femmina continua a ricevere l'alimento per i piccoli nello stesso modo: solo qualche volta il maschio si posa vicino al nido. La femmina va in cerca del cibo solo quando i piccoli sono abbastanza grandi, a meno che la coppia non si nutra principalmente di insetti. In questo caso tutti e due i genitori cacciano portando al nido piccole quantità di cibo a brevi intervalli. I piccoli sono in grado di volare dopo un mese e ancora per un breve periodo vengono imbeccati in volo dai genitori.